# Tashkent Open 2008
Il Tashkent Open 2008 è stato un torneo di tennis giocato sul cemento.
È stata la 10ª edizione del Tashkent Open, che fa parte della categoria Tier IV nell'ambito del WTA Tour 2008.
Si è giocato al Tashkent Tennis Center di Tashkent in Uzbekistan, dal 29 settembre al 5 ottobre 2008.

## Campionesse

### Singolare
Sorana Cîrstea ha battuto in finale  Sabine Lisicki con il punteggio di 2–6, 6–4, 7–6(4)

### Doppio
Ioana Raluca Olaru /  Ol'ga Savčuk hanno battuto in finale  Nina Bratčikova /  Kathrin Wörle con il punteggio di 5–7, 7–5, 10–7